# Open Sound Control
Open Sound Control (OSC) és un protocol per a sintetitzadors de so en xarxa, ordinadors i altres dispositius multimèdia adreçats a actuacions musicals i control d'espectacles. L'OSC presenta avantatges que inclouen la interoperabilitat, precisió, flexibilitat i organització/documentació. OSC s'empra per a compartir dades entre instruments musicals, especialment els electrònics. L'OSC és comparable al formats XML, WDDX, o JSON.

## Característiques
- Esquema de noms simbòlics del tipus URL. Ampliable i dinàmic.
- Dades numèriques i d'alta resolució.
- Llenguatge de coincidència de patrons (pattern matching) per a especificar múltiples receptors d'un únic missatge.
- Marques de temps (time tags) d'alta resolució.
- Missatges empaquetats per aquells events que cal que ocorrin simultàniament.
- Sistema d'interrogació per a trobar dinàmicament les capacitats d'un servidor OSC o obtenir-ne documentació.

## Aplicacions
Exemples de programari amb implementacions OSC :
- Ardour, Bidule, CasparCG, ChucK, Crystal Space, CSound,Cubase,Digital Performer, Dorico,ENTTEC LED Mapper (E.L.M),Fluxus,FreeJ, Gesture Recognition Toolkit,IanniX, Impromptu,Isadora, (v.1.1),JUCE(Framework), Kyma,LightFactory, Lily, LiVES, Logelloop, Logic Pro, Max/MSP, Mocolo, Modul8, MuseScore, Mxwendler, Nuendo, OpenFrameworks, Overtone (Clojure), Processing Pure,Pure Data,QLab, Quartz Composer (as of v3.0 / Mac OS X v10.5), Reaktor, REAPER, Renoise, Sonic Pi, SuperCollider, Squeak, Stamp, Strand NEO, TouchDesigner, Traktor DJ Studio, Unreal Engine, Veejay, VirtualDJ, vvvv

Exemples maquinari amb implermentacions OSC :
- AlphaSphere
- Audiocubes
- Kyma
- Lemur Input Device
- MIDIbox
- Milkymist One
- Monome 40h